# Insula (anatómia)
Az insula (sziget) az agykéregnek egy olyan része, amely az oldalbarázda vagy oldalhasadék mélyén helyezkedik el, annak aljzatát képezi, és a környező agykéregrészek a felszín felől elfedik. Szövettanilag (mikroszkóposan) a hasonló a szomszédos agykérgi mezőkhöz. Az idegrostok által biztosított kapcsolatait csak hiányosan ismerjük. Valószínű, hogy ez a mező fontos azoknak a hangképző mozgásoknak a megtervezésében vagy koordinációjában, amelyek a beszédhez szükségesek.

## Az insula anatómiája
Az emlős agyának mindkét féltekéjében megtalálható az insula, amit gyakran szigeti lebenynek is neveznek. Ez az agykéreg egy része, mely mélyen a laterális sulcuson belül található.  Az insula két részre oszlik: a nagyobb anterior insulára és a kisebb posterior insulára, ahol több mint egy tucat területet azonosítottak eddig. 

## Az insula funkcionális szerepe
Úgy gondolják az insula involvált a tudatosság kognitív funkciójában, illetve szerepet játszik az emóciókat vagy a test homeosztázisát szabályozó különböző funkciókban. Ilyen funkciók például az észlelés, a motoros kontroll, az öntudatosság, a kognitív működés az interperszonális tapasztalatok. 
A test homeosztázisát a szimpatikus és  a paraszimpatikus rendszer szabályozása révén befolyásolják a vegetatív funkciók (Critchley, 2005). 
A motoros kontroll közreműködik a kéz és szem motorikus mozgatásánál (Fink, 1997), a nyelésnél (Sörös, 2009) és a beszéd közbeni artikulációnál (Dronkers, 1996).
A szociális érzelmekkel kapcsolatban az insula dolgozza fel az undort egy visszataszító látványnál, mint például a csonkítás (Wright, 2004), és a kellemetlen szagok észlelését (Wicker, 2003).  Az insula az ezekkel kapcsolatos pszichopatológiákban is szerepet játszik.

## Interoceptív tudatosság és a fájdalomélmény kialakulása
A jobb anterior insula segít a test állapotainak interoceptív (szervezeten belüli) tudatosságának alakításában, úgy, hogy például képes a saját szívverését befolyásolni. Továbbá, a nagyobb jobb anterior insula szürkeállományának térfogata korrerál a negatív emocionális élmények növekedésével (Critchley, 2004). Az insularis területek felelősek továbbá a fájdalomérzet megítélésében is (Baliki, 2009), a laterális thalamus és a szomatoszenzoros kéreg mellett (Peyron és mtsai, 2000). Kulcsár (2005) is megerősítette, hogy az insulának szerepe van a negatív társas történések zsigeri szintű (vagyis fájdalmat is okozó) hatásában. Egyrészt az én és a másik agyi motoros és emocionális reprezentációjának átfedését bizonyító eredményekre alapoz, másrészt az insulát a viszcerális funkciók reprezentációjában és szabályozásban betöltött szerepe miatt az ún. viszcerális tükörrendszer lókuszaként kezeli. 

## Az insula szerepe az emocionális feldolgozásban
Funkcionális szerepét tekintve úgy hiszik, hogy az insula az összetartozó információk  feldolgozásával egy emocionálisan releváns kontextust teremt meg a szenzoros élmények számára. Funkcionális képalkotó vizsgálatokkal kimutatták, hogy az insulának fontos szerepe van a fájdalomélmény kialakulásában, és számos alapvető érzelem, mint a düh, félelem, undor, a boldogság és a szomorúság megtapasztalásában. Úgy vélik, hogy az anterior insularis cortex felelős az érzelmek, mint például az anyai szeretet és a romantikus szerelem, a harag, a szexuális izgalom, az ellenszenv, a méltánytalanság, az egyenlőtlenség, a felháborodás, a bizonytalanság, a hitetlenség, a társadalmi kirekesztés, a bizalom, az empátia és a hallucinogén állapot kialakulásáért. 
További funkcionális képalkotó vizsgálatok összefüggésbe hozták az insulát az olyan tudatos vágyakkal, mint például az élelmiszer utáni sóvárgás vagy a kábítószer utáni vágy. Ami  közös ezekben az állapotokban, hogy megváltoztatják a szervezet állapotát. Az insula a magasabbrendű kognitív funkciókkal és az érzelmi folyamatokkal kapcsolatos információk integrálásában is részt vesz. Ez úgy történik, hogy információt kap egy ún. „homeosztatikus afferenstől” a thalamuson keresztül, és továbbküldi az output-ot más -  a limbikus rendszerhez tartozó – struktúrákhoz, mint például az amygdala, a ventrális striatum, az orbitofrontális kéreg, valamint a motoros kéreg.
Egy mágneses rezonancia eljárást alkalmazó vizsgálatban kimutatták, hogy a jobb anterior insula szignifikánsan vastagabb volt azoknál a kísérleti személyeknél, akik meditáltak. Egy másik tanulmányban voxel-alapú morfometriai és MRI vizsgálatban szintén megnövekedett szürkeállomány-koncentrációt mutattak ki itt és egyéb területeken is.